# Nickelodeon HD
Nickelodeon HD (w skrócie: Nick HD) – panaeuropejska stacja telewizyjna uruchomiona 4 października 2011 roku, nadająca sygnał w wysokiej rozdzielczości HDTV, skierowana głównie do dzieci. Przed startem kanału seriale z tego kanału były emitowane na kanale MTVN HD (obecnie MTV Live HD). Od samego początku kanał nadawał z angielską, polską i rosyjską wersją językową. Zamiast reklam stacja nadawała teledyski i seriale krótkometrażowe, takie jak Purple & Brown, Biggy, Ooohhh Asis, Curious Cow, Chop Chop Ninja i The Mirror Has 1000 Faces (wcześniej były nadawane na Nickelodeon w jakości SD). Kanał miał ramówkę zbieżną z Nickelodeon Europe i przeskalowaną do standardu HD. 
Wcześniej 5 października 2010 roku w Wielkiej Brytanii została uruchomiona osobna wersja kanału Nickelodeon HD, przeznaczona na brytyjski i irlandzki rynek. Kilka miesięcy później 16 maja 2011 wystartowała osobna wersja kanału Nickelodeon HD na niemiecki, austriacki i szwajcarski rynek.
Od 15 lutego 2018 roku została zastąpiona przez Nicktoons Polska.